# Zoonomia
Zoonomia, or the Laws of Organic Life (1792) é uma obra em dois volumes escrita por Erasmus Darwin que aborda assuntos como a patologia, anatomia, psicologia e o funcionamento do corpo. A obra incorpora ideias inicias sobre a teoria da evolução que mais tarde iria ser mais desenvolvida pelos seus netos, Charles Darwin e Francis Galton.

## Influências
O poeta romântico inglês William Wordsworth usou a Zoonomia de Darwin como fonte para Goody Blake and Harry Gill, um poema publicado na obra Lyrical Ballads (1798).